# 藤本隆宏 (経営学者)
藤本 隆宏（ふじもと たかひろ、1955年6月12日 - ）は、日本の経営学者。東京大学大学院経済学研究科教授 (1999年 - 2021年)を経て、早稲田大学大学院経営管理研究科ビジネス・ファイナンス研究センター研究院教授、東京大学名誉教授。専門は技術・生産管理、進化経済学。トヨタ生産方式をはじめとした製造業の生産管理方式の研究で知られる。

## 略歴
東京都出身。1974年東京教育大学附属駒場高等学校卒業、同年東京大学文科二類入学。
東大在学中の2年生のときに1年休学して渡米。米国移民の藤本の祖父が住んだシアトルから、長距離バスでアメリカ中を放浪した。途中、ボストンのハーバード大学に寄ってスペシャルステューデントとして半年間、経済学以外を学ぶ。
1979年に東京大学経済学部経済学科を卒業後、株式会社三菱総合研究所に就職して、自動車産業のプロジェクトを中心に、営業・調査・報告に従事。仕事先の米国で企業の受託調査の取材先で出会ったハーバード大学の教授に勧められ、同校のビジネススクール博士課程を受験し合格。世界中の自動車開発現場でデータ収集し、博士論文を基に『Product Development Performance（製品開発力）』（キム B. クラークと共著）を出版。1989年ハーバード大学ビジネススクール博士号 (D.B.A.) 取得後、大学に戻る。
1990年東京大学経済学部助教授、1999年同大大学院経済学研究科教授、2004年同大大学院経済学研究科ものづくり経営研究センターセンター長。2021年4月より早稲田大学大学院経営管理研究科ビジネス・ファイナンス研究センター研究院教授。
ハーバード大学上級研究員、独立行政法人経済産業研究所ファティカルフェロー等を歴任。

## 受賞
1998年組織学会高宮賞。2000年・2001年新郷賞。2002年日本学士院恩賜賞。

## 著作

### 単著
- 『生産システムの進化論――トヨタ自動車にみる組織能力と創発プロセス』（有斐閣、1997年）※1998年組織学会高宮賞
- The Evolution of Manufacturing Systems at Toyota, Oxford University Press, 1999 ※2002年度恩賜賞・日本学士院賞[6]
- 『生産マネジメント入門〈1〉生産システム編』（日本経済新聞社、2001年）
- 『生産マネジメント入門〈2〉生産資源・技術管理編』（日本経済新聞社、2001年）
- 『能力構築競争――日本の自動車産業はなぜ強いのか（中公新書1700）』（中央公論社、2003年）
- 『日本のもの造り哲学』（日本経済新聞社、2004年）
- 『ものづくりからの復活――円高･震災に現場は負けない』（日本経済新聞出版社、2012年）
- 『現場主義の競争戦略――次代への日本産業論』（新潮新書、2013年）
- 『現場から見上げる企業戦略論――デジタル時代にも日本に勝機はある』（角川新書、2017年）

### 共編著
- (Kim B. Clark）Product Development Performance: Strategy, Organization, and Management in the World Auto Industry, Harvard Business School Press, 1991.※1992年度日経・経済図書文化賞
- （キム B. クラーク、田村明比古訳）『実証研究 製品開発力――日米欧自動車メーカー20社の詳細調査』（ダイヤモンド社、1993年）
- （武石彰）『自動車産業21世紀へのシナリオ――成長型システムからバランス型システムへの転換』（生産性出版、1994年）
- （西口敏宏、伊藤秀史）『リーディングス サプライヤーシステム』（有斐閣、1997年）
- （安本雅）『成功する製品開発――産業間比較の視点』（有斐閣、1997年）
- （下川浩一）『トヨタシステムの原点――キーパーソンが語る起源と進化』（文眞堂、2001年）
- （武石彰、青島矢一）『ビジネス・アーキテクチャ――製品・組織・プロセスの戦略的設計』（有斐閣、2001年）
- （高橋伸夫、新宅純二郎、阿部誠、粕谷誠）『リサーチ・マインド経営学研究法』（有斐閣、2005年）
- （新宅純二郎）『中国製造業のアーキテクチャ分析』（東洋経済新報社、2005年）
- （東京大学ものづくり経営研究センター）『ものづくり経営学――製造業を超える生産思想』（光文社新書、2007年）
- （桑嶋健一）『日本型プロセス産業――ものづくり経営学による競争力分析』（有斐閣、2009年）
- （キム B. クラーク）『【増補版】製品開発力――自動車産業の「組織能力」と「競争力」の研究』（ダイヤモンド社、2009年）
- （中沢孝夫）『グローバル化と日本のものづくり』（放送大学教材、2011年）
- 『「人工物」複雑化の時代――設計立国日本の産業競争力』（有斐閣、2013年）
- （柴田孝）『ものづくり成長戦略――産・金・官・学の地域連携が日本を変える』（光文社新書、2013年）
- （下川浩一、出水力、伊藤洋）『ホンダ生産システム――第3の経営革新』（文眞堂、2013年）
- （新宅純二郎）『新訂 グローバル化と日本のものづくり』（放送大学教材、2015年、改訂新版2019年）
- （朴英元）『ケースで解明ＩＴを活かすものづくり』（日本経済新聞出版社、2015年）
- （新宅純二郎、青島矢一）『日本のものづくりの底力』（東洋経済新報社、2015年）
- （野城智也、安藤正雄、吉田敏）『建築ものづくり論――Architecture as "Architecture"』（有斐閣、2015年）
- （中沢孝夫、新宅純二郎）『ものづくりの反撃』（ちくま新書、2016年）
- （一般社団法人ものづくり改善ネットワーク）『ものづくり改善入門』（中央経済社、2017年）